# Каллоринхи
Каллоринхи или заступорылые химеры (лат. Callorhinchus) — род хрящевых рыб, единственный ныне существующий в семействе каллоринховых (Callorhinchidae) из отряда химерообразных (Chimaeriformes).
Обитают в морях южного полушария Земли, у берегов Австралии, Новой Зеландии, Южной Америки и Южной Африки.

## Описание
Длина составляет до 1 м, вес — до 10 кг. Главная особенность — загнутый вниз хобот. Чувствительным хоботом каллоринхи отыскивают донных беспозвоночных, зарывшихся в грунт, а лопаткой их откапывает. Подобно акулам и скатам, самки каллоринхов откладывают яйцевые капсулы, которые обладают значительными размерами, от 17 до 43 см. Обитающие в умеренных водах у берегов Новой Зеландии и Тасмании, каллоринхи с наступлением холодов перебираются на глубины до 200 м, где вода остаётся более тёплой.

## Значение для человека
Мясо каллоринхов съедобно и довольно вкусно, поэтому летом, когда стаи каллоринхов приходят на мелководье, их активно промышляют.

## Классификация
На май 2018 года в род включают 3 вида:
- Callorhinchus callorynchus (Linnaeus, 1758) — Обыкновенный каллоринх
- Callorhinchus capensis Duméril, 1865 — Капский каллоринх
- Callorhinchus milii Bory de Saint-Vincent, 1823 — Австралийский каллоринх, или австрало-новозеландский каллоринх